# Leptonycteris nivalis
Leptonycteris nivalis (Saussure, 1860) è un pipistrello della famiglia dei Fillostomidi diffuso in America Settentrionale e Centrale.

## Descrizione

### Dimensioni
Pipistrello di medie dimensioni, con la lunghezza della testa e del corpo tra 77 e 93 mm, la lunghezza dell'avambraccio tra 56 e 61 mm, la lunghezza del piede tra 14 e 19 mm, la lunghezza delle orecchie tra 17 e 19 mm e un peso fino a 35 g.

### Aspetto
La pelliccia è lunga, soffice e lanuginosa. Le parti dorsali sono grigio chiare o bruno-grigiastre con la base dei peli bianca, mentre le parti ventrali sono più chiare. Il muso è lungo, con la foglia nasale piccola, eretta e lanceolata. Il mento è attraversato da un profondo solco longitudinale. La lingua è molto lunga ed estensibile con la punta ricoperta di papille filiformi. Le orecchie sono corte, triangolari e ben separate tra loro. Le ali sono attaccate posteriormente sulle caviglie. I piedi sono grandi e leggermente ricoperti di peli. È privo di coda, mentre l'uropatagio è ridotto ad una sottile membrana lungo la parte interna degli arti inferiori, ricoperto moderatamente di peli e con il margine libero frangiato. Il calcar è corto e delicato.

## Biologia

### Comportamento
Si rifugia in colonie numerose fino a 10.000 individui nelle grotte e miniere, talvolta in cavità degli alberi, edifici e canali di irrigazione. Diviene attiva molto tardi la sera. In inverno effettua migrazioni dal nord verso sud.

### Alimentazione
Si nutre di nettare e polline di specie di agave e di cactus. In Messico altre risorse provengono da piante dei generi Bombax, Ceiba, Ipomoea, Calliandra e Pinus.

### Riproduzione
Danno alla luce un piccolo alla volta da maggio a giugno.  Gli accoppiamenti avvengono in aprile, maggio e giugno. Femmine che allattavano sono state catturate giugno e luglio.

## Distribuzione e habitat
Questa specie è diffusa nel Texas sud-occidentale, probabilmente in Arizona sud-orientale e Nuovo Messico meridionale, nel Messico, eccetto gli stati nord-occidentali e la Penisola dello Yucatán, e nel Guatemala meridionale.
Vive nelle foreste decidue, pinete, querceti e boscaglie desertiche fino a 3.500 metri di altitudine.

## Conservazione
La IUCN Red List, considerato il declino rilevante della popolazione, stimato in più del 50% negli ultimi 10 anni a causa della distruzione e degrado del proprio habitat, classifica L.nivalis come specie in pericolo di estinzione (Endangered).